# District de Tablat
Le district de Tablat était un ancien district du canton de Saint-Gall.

## Histoire
Le district est créé en 1831 par détachement du district de Rorschach des communes d'Häggenschwil, Muolen, Tablat et Wittenbach. Le district disparaît en 1918 quant Tablat est fusionné avec Saint-Gall, les trois autres communes rejoignant le district de Saint-Gall, initialement composé de la seule commune de Saint-Gall.